# Marion Becker
Marion Becker (Hamburgo, Alemania, 21 de enero de 1950) es una atleta alemana retirada, especializada en la prueba de lanzamiento de jabalina en la que llegó a ser subcampeona olímpica en 1976.

## Carrera deportiva
En los JJ. OO. de Montreal 1976 ganó la medalla de plata en el lanzamiento de jabalina, con una marca de 64.70 metros, tras su paisana alemana Ruth Fuchs y por delante de la estadounidense Kate Schmidt.